# كو يونغ هي
كو يونغ هي (16 يونيو 1953 - 13 أغسطس 2004) هي زوجة زعيم كوريا الشمالية السابق كم جونغ إل وأم المارشال كم جونغ أون (بالكورية:김정은)، كما يعرف بأسماء أخرى مثل كم جُنغ يون وكم جونغ يون، كان يعرف سابقاً باسم كم جونغ وون أو كم جُنغ وون، (ولد عام 1983 أو بداية عام 1984),[4] وهو الابن الثالث والأصغر لزعيم كوريا الشمالية السابق كم جونغ إل.

## وفاتها
في 13 أغسطس 2004، ذكرت مصادر مختلفة أنها وقت الوفاة كانت في باريس ، وربما بسبب سرطان الثدي. ومع ذلك، هناك تقرير آخر، تشير إلى أنها كانت تعامل في باريس في 2004 الربيع ثم نقل جوا إلى بيونغ يانغ حيث سقطت توفيت بغيبوبة في أغسطس 2004.